# 會澤大地縫
會澤大地縫位于中国云南省曲靖市會澤縣境內雨碌鄉东南部，雨碌是彝语，意思是指“小龙潭”之意思，雨碌乡由于河床强烈不移的结果，形成了许多沟壑河谷，由於小米河从600多米的高处陡然跌落，形成了一个深邃的峡谷。
大地缝以奇、秀、雄、险、幽著名，峡谷中壁立千仞，谷底有巨石横卧，河水咆哮，喧声似雷，崖壁瀑布成群，使水声隆隆，飞流直下。
其海拔在3570米至4017米之间，最高峰(海拔4017.3米)是牯牛寨（即绛云弄山），唐朝时南诏国王封此为东岳。

## 外部連結
- 雨碌大地缝